# Millenniumtoren (Rotterdam)
De Millenniumtoren is een 149 meter (dakhoogte 131 meter) hoog gebouw aan het Weena tegenover het Gebouw Delftse Poort te Rotterdam.
De bouw werd gestart in 1997 en de oplevering was in 2000. Het gebouw heeft 36 verdiepingen waarvan 2 ondergronds en 12 liften. In het pand zit onder andere een vestiging van hotelketen Marriott, sterrenrestaurant The Millèn en verschillende kantoorruimtes. Op de eerste verdieping bevindt zich een loopbrug naar De Doelen.